# Ōtsuka Hisao
Ōtsuka Hisao (japanisch 大塚 久雄; geboren 3. Mai 1907 in Kyōto; gestorben 9. Juli 1996 in Tōkyō) war ein japanischer Wirtschaftshistoriker, der sich vor allem mit den Wirtschaftssystemen des Westens beschäftigt hat.

## Leben und Wirken
Ōtsuka Hisao machte 1930 seinen Studienabschluss an der wirtschaftswissenschaftlichen Fakultät der Universität Tōkyō. Er lehrte an der Hōsei-Universität und wurde dann Professor an seiner Alma Mater. Nach dem Eintritt in den Ruhestand 1968 lehrte er an der „International Christian University“ (国際基督教大学, Kokusai Kirisuto-kyō daigaku).
Die religiös fundierte Gesellschaft, wie sie Max Weber vertrat, verband Ōtsuka mit der Marxschen Lehre. Diese Verbindung wurde als „Ōtsuka-Geschichtslehre“ (大塚史学, Ōtsuka shigaku) bekannt. Sie übte auf das Verständnis der Wirtschaftsgeschichte Japans großen Einfluss aus.
In seinem Werk „Einführung in die moderne Wirtschaftsgeschichte Europas“ (近代欧州経済史序説, Kindai Ōshū keizaishi josetsu) aus dem Jahr 1944 argumentierte Ōtsuka, dass die Unternehmer der Mittelklasse der Kern der modernen Gesellschaft seien. Das war seine zentrale Vorstellung von der Wirtschaftsgeschichte. Weitere Publikationen Ōtsukas sind „Studien zum Ursprung der Aktiengesellschaften“ (株式会社発生史論, Kabushiki kaisha hassei-shi ron) 1938, „Entwicklungslinien des modernen Kapitalismus“ (近代資本主義の系譜, Kindai shihonshugi no keifu) 1946 und „Glaubensreform und moderne Gesellschaft“ (宗教改革と近代社会, Shūkyō kaikaku to kindai shakai), 1948.
1970 erhielt Ōtsuka den Asahi-Preis. 1975 wurde er als Person mit besonderen kulturellen Verdiensten geehrt und 1992 mit dem Kulturorden ausgezeichnet.